# Ordens honoríficas da França

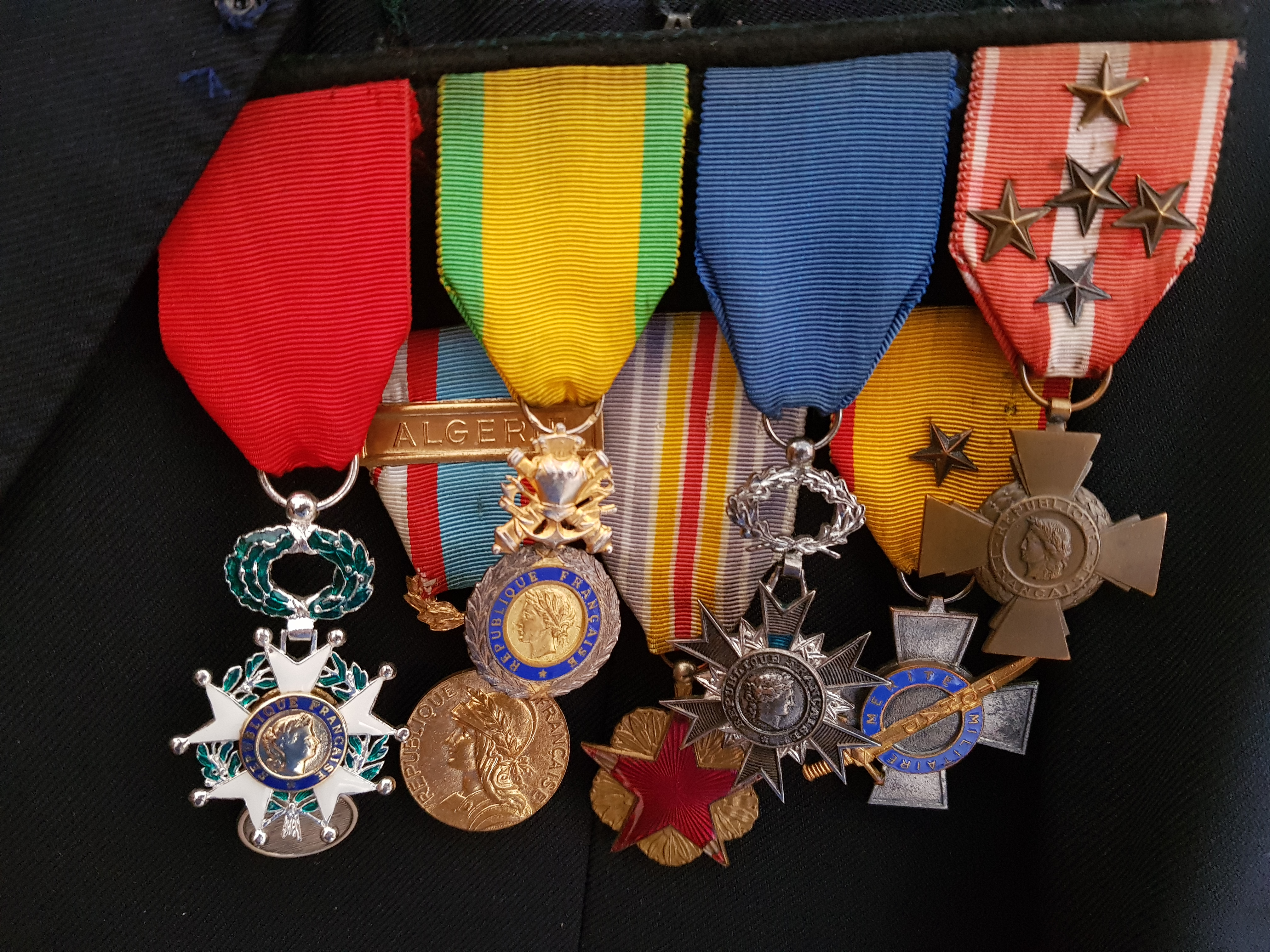
Exemplo de medalhas do legionário veterano Alfred Mischo.

As ordens honoríficas da França são as ordens, condecorações e medalhas da República Francesa. Algumas destas, como a Legião de Honra, são agraciadas tanto pelas Forças armadas quanto pelas autoridades civis. Outras são condecoração puramente civis ou militares. Somente quatro das antigas dezenove ordens ministeriais foram preservadas após a reforma institucional de 1963, sendo que as demais foram incorporadas pela Ordem Nacional do Mérito.
A Grande Chancelaria da Legião de Honra classifica o sistema nacional de honrarias da França em duas categorias: as honrarias concedidas em nome do Presidente da República e as honrarias ministeriais. As ordens e condecorações apresentadas em nome do presidente são a Legião de Honra, Ordem da Libertação, Medalha Militar, Ordem Nacional do Mérito e Medalha Nacional de Reconhecimento às Vítimas do Terrorismo. As honrarias ministeriais incluem condecorações militares francesas, as ordens ministeriais existentes, prêmios ministeriais por atos de coragem, medalhas de honra e medalhas comemorativas.

## Agraciamento
As distinções honoríficas destinam-se a premiar pessoas em reconhecimento dos seus méritos pessoais ou profissionais constatados nas suas ações ou obras, pela defesa de uma causa ao serviço à comunidade, ou em domínios particulares. As duas grandes ordens nacionais: a Ordem Nacional da Legião de Honra e a Ordem Nacional do Mérito, dizem respeito a pessoas que tenham adquirido mérito ou que se tenham distinguido em função pública, civil ou militar ou no exercício de atividade privada. Outras ordens nacionais recompensam serviços prestados em domínios específicos, como a Ordem das Artes e das Letras (artística, literária, etc.), a Ordem das Palmas Acadêmicas (educação, ensino), a Ordem do Mérito Agrícola (área agrícola) e a Ordem do Mérito Marítimo. O General de Gaulle, então preocupado com a banalização da Legião de Honra, criou a Ordem Nacional do Mérito em 3 de dezembro de 1963. Esta substituiu 13 condecorações ministeriais, restando apenas estas quatro.

## Ordens honoríficas atuais
| Ordem | Ordem                             | Graus                                                | Criação | Fundador           | Agraciamento |
| ----- | --------------------------------- | ---------------------------------------------------- | ------- | ------------------ | --- |
|       | Ordem Nacional da Legião de Honra | Grã-Cruz Grande-Oficial Comendador Oficial Cavaleiro | 1802    | Napoleão Bonaparte | Excelente conduta civil ou militar em prol da França ou de cidadãos franceses.                                                                                          |
|       | Ordem da Libertação               | Cavaleiro                                            | 1940    | Charles de Gaulle  | "Recompensar militares e civis que terão se destacado no trabalho de libertação da França e de seu Império."                                                            |
|       | Ordem Nacional do Mérito          | Grã-Cruz Grande-Oficial Comendador Oficial Cavaleiro | 1963    | Charles de Gaulle  | Excelente conduta civil ou militar em prol da França ou de cidadãos franceses.                                                                                          |
|       | Ordem das Palmas Académicas       | Comendador Oficial Cavaleiro                         | 1955    | René Coty          | |
|       | Ordem do Mérito Agrícola          | Comendador Oficial Cavaleiro                         | 1883    | Jules Grévy        | Excelentes serviços prestados à agricultura francesa. |
|       | Ordem do Mérito Marítimo          | Comendador Oficial Cavaleiro                         | 1930    | Gaston Doumergue   | Excelentes serviços prestados por ingressos da Marinha Nacional Francesa e refletir o importante papel econômico da marinha mercante para o país.                       |
|       | Ordem das Artes e das Letras      | Comendador Oficial Cavaleiro                         | 1957    | René Coty          | "Aqueles que se distinguem pela sua criação no domínio artístico ou literário ou pela sua contribuição ao desenvolvimento das artes e das letras na França e no mundo." |

## Ordens honoríficas extintas
| Ordem                                                       | Graus                         | Fundação e lema                          | Fundador     | Concessão                                                                          | Barreta |
| ----------------------------------------------------------- | ----------------------------- | ---------------------------------------- | ------------ | ---------------------------------------------------------------------------------- | ------- |
| — Ordem de São Miguel                                       | Cavaleiro                     | 1 de agosto de 1469IMMENSI TREMOR OCEANI | Luís XI      | Distintos e meritórios serviços à pessoa do Soberano francês e ao Reino de França. | Barreta |
| — Ordem do Espírito Santo                                   | Grã-Cruz Comendador Cavaleiro | 31 de dezembro de 1578                   | Henrique III | Distintos e meritórios serviços à pessoa do Soberano francês e ao Reino de França. | Barreta |
| — Real Ordem Militar de Nossa Senhora do Carmo e São Lázaro | Grã-Cruz Comendador Cavaleiro | 1608                                     | Henrique IV  | Distintos e meritórios serviços à pessoa do Soberano francês e ao Reino de França. | Barreta |
| — Ordem Real e Militar de São Luís                          | Grã-Cruz Comendador Cavaleiro | 5 de abril de 1693                       | Luís XIV     | Distintos e meritórios serviços à pessoa do Soberano francês e ao Reino de França. | Barreta |
| — Ordem do Mérito Militar                                   | Grã-Cruz Comendador Cavaleiro | 10 de março de 1759                      | Luís XV      | Distintos e meritórios serviços à pessoa do Soberano francês e ao Reino de França. | Barreta |

## Condecorações Militares
| Medalha Militar (1852) | Cruz de Guerra dos Teatros de Operações Exteriores (1921) | Cruz do Valor Militar (1956) | Medalha dos Feridos de Guerra (1916) | Cruz do Combatente Voluntário (1981) | Cruz do Combatente (1930) |
| ---------------------- | --------------------------------------------------------- | ---------------------------- | ------------------------------------ | ------------------------------------ | ------------------------- |
|                        |                                                           |                              |                                      |                                      |                           |
|                        |                                                           |                              |                                      |                                      |                           |

| Medalha do Ultramar (1962) | Medalha da Gendarmaria Nacional (1949) | Medalha de honra do serviço de saúde do exército (1962) | Medalha de Voluntário de Defesa e Segurança Interna (2019) | Medalha de Defesa Nacional (1982) | Medalha de Reconhecimento da Nação (2002) |
| -------------------------- | -------------------------------------- | ------------------------------------------------------- | ---------------------------------------------------------- | --------------------------------- | ----------------------------------------- |
|                            |                                        |                                                         |                                                            |                                   |                                           |
|                            |                                        |                                                         |                                                            |                                   |                                           |

### Condecorações Civis e Militares
| Medalha de Honra por Ato de Coragem e Dedicação (1820) | Medalha da Aeronáutica (1945) | Medalha de Segurança Interna (2012) | Medalha Nacional de Reconhecimento às Vítimas do Terrorismo (2016) |
| ------------------------------------------------------ | ----------------------------- | ----------------------------------- | ------------------------------------------------------------------ |
|                                                        |                               |                                     |                                                                    |
|                                                        |                               |                                     |                                                                    |

### Condecorações Civis
| Medalha de Honra dos Correios e Telecomunicações (1882) | Medalha de honra pelas águas e florestas (1883) | Medalha de Honra dos Negócios Estrangeiros (1887) | Medalha de Honra Alfandegária (1894) | Medalha de Honra pelas Contribuições Indiretas (1897) | Medalha de Honra Civil do Ministério da Defesa (1894) |
| ------------------------------------------------------- | ----------------------------------------------- | ------------------------------------------------- | ------------------------------------ | ----------------------------------------------------- | ----------------------------------------------------- |
|                                                         |                                                 |                                                   |                                      |                                                       |                                                       |
|                                                         |                                                 |                                                   |                                      |                                                       |                                                       |

| Medalha de Honra da Administração Prisional (1896) | Medalha de Honra para Obras Públicas (1897) | Medalha de Honra para Marinheiros e Pescadores Mercantes (1901) | Medalha de Honra Ferroviária (1913) | Insígnia de Ferimento Civil |
| -------------------------------------------------- | ------------------------------------------- | --------------------------------------------------------------- | ----------------------------------- | --------------------------- |
|                                                    |                                             |                                                                 |                                     |                             |
|                                                    |                                             |                                                                 |                                     |                             |

| Medalha da Família (1920) | Medalha de Honra Aeronáutica (1921) | Medalha do Trabalhador da França (1924) | Medalha de Honra das Sociedades de Música e Corais (1924) | Medalha de Honra dos Bombeiros (1937) |
| ------------------------- | ----------------------------------- | --------------------------------------- | --------------------------------------------------------- | ------------------------------------- |
|                           |                                     |                                         |                                                           |                                       |
|                           |                                     |                                         |                                                           |                                       |

| Medalha de Honra para a Protecção Judiciária da Juventude (1945) | Medalha de Honra do Trabalho (1948) | Medalha das Minas (1953) | Medalha de Honra do Transporte Rodoviário (1957) | Medalha pela Juventude, Desporto e Envolvimento Comunitário (1969) |
| ---------------------------------------------------------------- | ----------------------------------- | ------------------------ | ------------------------------------------------ | ------------------------------------------------------------------ |
|                                                                  |                                     |                          |                                                  |                                                                    |
|                                                                  |                                     |                          |                                                  |                                                                    |

| Medalha de Honra Agrícola (1984) | Medalha de Honra Regional, Departamental e Comunitária (1987) | Medalha do Turismo (1989) | Medalha de Honra da Polícia Nacional (1996) | Medalha de Honra para a Saúde e os Assuntos Sociais (2012) |
| -------------------------------- | ------------------------------------------------------------- | ------------------------- | ------------------------------------------- | ---------------------------------------------------------- |
|                                  |                                                               |                           |                                             |                                                            |
|                                  |                                                               |                           |                                             |                                                            |

### Medalhas Comemorativas (pós 1945)
| Medalha Comemorativa Francesa para as Operações das Nações Unidas na Coreia (1952) | Medalha Comemorativa da Campanha na Indochina (1953) | Medalha Comemorativa das Operações no Oriente Médio (1956) | Medalha Comemorativa para Operações de Segurança e Aplicação da Lei no Norte da África (1958) | Medalha Comemorativa Francesa (1995) | Medalha para a Proteção Militar do Território (2015) |
| ---------------------------------------------------------------------------------- | ---------------------------------------------------- | ---------------------------------------------------------- | --------------------------------------------------------------------------------------------- | ------------------------------------ | ---------------------------------------------------- |
|                                                                                    |                                                      |                                                            |                                                                                               |                                      |                                                      |
|                                                                                    |                                                      |                                                            |                                                                                               |                                      |                                                      |